# Mnemoses
Mnemoses é um gênero de mariposa pertencente à família Acrolepiidae.